# Arcadia (Thomas Eakins)

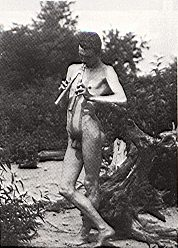
Nacktstudie für Arcadia

Arcadia ist ein Gemälde des US-amerikanischen Malers Thomas Eakins und zählt zu seinen wenigen Aktgemälden. Das Gemälde stammt aus der Zeit um 1883 und befindet sich heute im Metropolitan Museum of Art, New York. Das Gemälde war ein Geschenk von Thomas Eakins an seinen Freund und Kollegen William Merritt Chase. Das Gemälde blieb zunächst titellos und wurde zu Lebzeiten von Thomas Eakins niemals öffentlich gezeigt. Erst nach dem Tode von Thomas Eakins im Jahre 1916 gab seine Witwe Susan dem Gemälde die Bezeichnung Arcadia. Das Metropolitan Museum of Art erhielt das Gemälde 1967 aus dem Nachlass von Adelaide Milton de Groot.

## Beschreibung
Das 98,1 hohe und 114,3 Zentimeter breite Ölgemälde zeigt drei Jugendliche, von denen zwei im Gras liegen und einer stehend musiziert. Das Geschlecht der drei Jugendlichen ist kaum zu bestimmen. Nur durch das im Nacken zu einem Knoten zusammengebundene Haar macht sichtbar, dass es sich bei der vorderen liegenden Figur um ein Mädchen handelt. Anders als bei den meisten Werke von Thomas Eakins ist hier keine Beobachtung aus dem alltäglichen Leben dargestellt, sondern eine ideale pastorale Landschaft.
Wie bei den meisten Werken von Thomas Eakins handelt es sich bei Arcadia um ein Porträt. Die liegende Figur, die am Boden Panflöte spielt, ist einer seiner Neffen. Für die Figur der weiblichen Liegenden stand entweder eine seiner Nichten oder seine spätere Frau Modell. Bei der stehenden Person handelt es sich um einen seiner Schüler an der Pennsylvania Academy of the Fine Arts. Die Modelle posierten auf der Farm einer der Schwestern des Künstlers in Avondale, Pennsylvania.

## Einordnung im Gesamtwerk
Die Darstellung des menschlichen Körpers nimmt im Œuvre von Thomas Eakins eine zentrale Bedeutung ein. Zu seinen bekanntesten Gemälden zählt Swimming, ein 92,4 × 69,5 Zentimeter großes Ölgemälde, das sechs Männer an und in einem Gewässer zeigt, die nackt baden und sich sonnen. Die Zahl von Aktgemälden in Eakins Werken ist allerdings gering. Der nackte Körper spielt vor allem in seinem fotografischen Werk eine sehr große Rolle. Gemälden wie Swimming und auch Arcadia gingen fotografische Studien voraus. 